# Plaine d'Osaka
La plaine d'Osaka (大阪平野, Ōsaka heiya) est une zone de terrain plat de 1 600 km2 de superficie, plus grande plaine de la région du Kansai, comprenant une grande partie de la préfecture d'Osaka et la partie sud-est de la préfecture de Hyōgo. Elle est bordée au nord par la chaîne des monts Hokusetsu, à l'est par les monts Ikoma et les monts Kongō, au sud par les monts Izumi et à l'ouest par la baie d'Osaka. Occasionnellement, elle est appelée plaine de Sekkasen (摂河泉平野, Sekkasen Heiya) d'après le nom des anciennes provinces de Settsu, Kawachi et Izumi.
Géologiquement, la plaine est considérée comme une plaine alluviale principalement constituée de collines et plateaux créés au cours du Pliocène et du Pléistocène et de deltas créés durant le Holocène par des rivières telles que la Yodo-gawa et la Yamato-gawa. Parmi les importants collines et plateaux figurent les collines de Senri, le plateau de Toyonaka et le plateau d'Itami au nord; les collines de Hirakata et le plateau de Katano au nord-est; les collines de Kasen, le plateau de Shinodayama, le plateau de Mikunigaoka et d'Uemachi au sud. Les principaux cours d'eau sont la Muko-gawa, l'Ina-gawa, l'Ibaraki-gawa et l'Akuta-gawa dans la partie septentrionale, la Yodo-gawa, la Yamato-gawa dans la partie orientale, l'Ishizu-gawa, l'Ōtsu-gawa et l'Onosato-gawa dans la partie sud-ouest de la plaine.

## Source de la traduction
- (en) Cet article est partiellement ou en totalité issu de l’article de Wikipédia en anglais intitulé « Osaka Plain » (voir la liste des auteurs).